# Fragma
Fragma é o álbum de estreia da cantora e pianista brasileira Amanda Magalhães, lançado em 16 de setembro de 2020. Em Fragma, Amanda diz ter tido a intenção de "unir (...) o suingue tropical dos ritmos brasileiros com a pegada da música negra norte-americana". O disco foi assinado e produzido pela musicista, que o definiu como "um disco que fala sobre afeto e traz as fases da minha vida afetiva, regado a black music, samba e MPB".
Fragma foi anunciado inicialmente em 2018, quando estava previsto para maio de 2019. Em maio de 2020, foi informado que ele estava previsto para junho daquele ano. No mesmo mês, a data foi alterada para julho. O álbum foi finalmente lançado em 16 de setembro, pelo selo Boia Fria Produções e distribuído pela Ditto Music.

## Singles
O primeiro single a ser divulgado foi "Saiba", que saiu em 4 de novembro de 2019 e contou com participação de Seu Jorge (vocais), Vico Piovani (violão), Rodrigo Tavares (órgão e clavinete) e Tuto Ferraz (bateria e percussão). A própria Amanda, além de cantar, toca o piano Rhodes. O single recebeu um clipe no dia 20 do mês seguinte, no qual ambos os cantores contracenam.
Em 18 de maio de 2020, lançou mais um single, "O Amor Te Dá", também com Vico (violão, baixo, programação e arranjo) e Tuto (bateria e percussão) e o acréscimo de Leo Mendes (violão).
O terceiro single, "Talismã", que traz a participação de Liniker, foi lançado com um clipe no mesmo dia do álbum.

## Faixas
Todas as faixas escritas e compostas por Amanda Magalhães, exceto "Saiba" (Amanda Magalhães e Seu Jorge), "Ninguém Vê" e "Quando a chuva acaba" (Amanda Magalhães e Felipe Ludovico)[carece de fontes?]. 
| N.º            | Título                    | Duração |  |
| 1.             | "A Direção"               | 1:29    |  |
| 2.             | "Talismã" (part. Liniker) | 4:43    |  |
| 3.             | "Deixa Assim Por Ora"     | 3:41    |  |
| 4.             | "Deixar Levar"            | 3:41    |  |
| 5.             | "Saiba" (part. Seu Jorge) | 2:43    |  |
| 6.             | "Ninguém Vê"              | 4:05    |  |
| 7.             | "Quando a Chuva Acaba"    | 2:58    |  |
| 8.             | "O Amor Te Dá"            | 4:07    |  |
| 9.             | "Esperando a Lua"         | 3:23    |  |
| Duração total: | Duração total:            | 30:45   |  |

## Créditos
Créditos gerais adaptados de diversas fontes; créditos específicos de "Talismã", "Saiba" e "O Amor Te Dá" retirados das fichas técnicas dos respectivos clipes no YouTube.
- Amanda Magalhães — vocais e piano em todas as faixas; teclado, programação e arranjo em "Talismã" e "O Amor Te Dá"; piano Rhodes em "Saiba"
- Liniker — vocais em "Talismã"
- Seu Jorge — vocais em "Saiba"
- Vico Piovani — violão e/ou baixo em todas as faixas exceto "Deixa Assim Por Ora"; arranjo em "Talismã" e "O Amor Te Dá", programação em "O Amor Te Dá"
- Leo Mendes — violão em "O Amor Te Dá"
- Rodrigo Tavares — órgão e clavinete em "Saiba"
- Tuto Ferraz — bateria e percussão em todas as faixas exceto 1, 7 e 9; produção, mixagem e masterização em "Talismã", "Saiba" e "O Amor Te Dá"; guitarra em "Saiba"
- Todinei — rhodes[carece de fontes?] em "Deixar Levar"
- Sthe Araujo — congas[carece de fontes?] em "Quando a Chuva Acaba"

Pessoal técnico
- Mariana Bergel e Paulo Cavalcante — produção executiva